# Giro dell’Emilia
Giro dell’Emilia – kolarski wyścig jednodniowy, rozgrywany we Włoszech od 1909. Odbywa się co roku w październiku. W latach 2005–2019 zaliczany był do cyklu UCI Europe Tour, w którym posiadał kategorię 1.HC, od 2020 należy do UCI ProSeries. Uznawany jest za jeden z najważniejszych wyścigów klasycznych we Włoszech.
Jego trasa wiedzie wokół Bolonii, w regionie Emilia-Romania. Rekordzistą pod względem zwycięstw jest Włoch, Costante Girardengo, który pięciokrotnie stawał na najwyższym stopniu podium.

## Zwycięzcy
Opracowano na podstawie:
| Rok  | Pierwsze                 | Drugie               | Trzecie             |
| ---- | ------------------------ | -------------------- | ------------------- |
| 1909 | Eberardo Pavesi          | Giuseppe Brambilla   | Luigi Ganna         |
| 1910 | Luigi Ganna              | Pierino Albini       | Alfredo Sivocci     |
| 1911 | Clemente Canepari        | Vincenzo Borgarello  | Carlo Durando       |
| 1912 | Ugo Agostoni             | Giuseppe Santhià     | Costante Girardengo |
| 1913 | Alfonso Calzolari        | Ezio Corlaita        | Carlo Durando       |
| 1914 | Ezio Corlaita            | Costante Girardengo  | Carlo Durando       |
| 1917 | Angelo Gremo             | Luigi Lucotti        | Costante Girardengo |
| 1918 | Costante Girardengo      | Leopoldo Torricelli  | Alfonso Calzolari   |
| 1919 | Costante Girardengo      | Ezio Corlaita        | Lauro Bordin        |
| 1920 | Giovanni Brunero         | Costante Girardengo  | Emilio Petiva       |
| 1921 | Costante Girardengo      | Giovanni Brunero     | Bartolomeo Aimo     |
| 1922 | Costante Girardengo      | Alfredo Sivocci      | Ugo Agostoni        |
| 1923 | Michele Gordini          | Giuseppe Enrici      | Pasquale Di Pietro  |
| 1924 | Pietro Linari            | Gaetano Belloni      | Costante Girardengo |
| 1925 | Costante Girardengo      | Alfredo Binda        | Giovanni Brunero    |
| 1927 | Domenico Piemontesi      | Alfredo Binda        | Allegro Grandi      |
| 1928 | Alfonso Piccin           | Pietro Fossati       | Michele Mara        |
| 1929 | Allegro Grandi           | Adolfo Bordoni       | Felice Gremo        |
| 1930 | Mario Bonetti            | Camillo Erba         | Attilio Pavesi      |
| 1931 | Glauco Servadei          | Giovanni Tulipani    | Renato Scorticati   |
| 1934 | Marco Cimatti            | Romeo Rossi          | Mario Simoni        |
| 1935 | Aldo Bini                | Eugenio Gestri       | Ruggero Balli       |
| 1936 | Giuseppe Olmo            | Olimpio Bizzi        | Pietro Rimoldi      |
| 1937 | Cesare Del Cancia        | Adriano Vignoli      | Giovanni Gotti      |
| 1938 | Corrado Ardizzoni        | Bianco Bianchi       | Renzo Silvestri     |
| 1939 | Serafino Biagioni        | Doro Morigi          | Giovanni Brotto     |
| 1940 | Osvaldo Bailo            | Mario Ricci          | Pietro Rimoldi      |
| 1941 | Fausto Coppi             | Enrico Mollo         | Gino Bartali        |
| 1942 | Adolfo Leoni             | Aldo Bini            | Cino Cinelli        |
| 1943 | Nedo Logli               | Primo Zuccotti       | Elio Bertocchi      |
| 1946 | Adolfo Leoni             | Sergio Maggini       | Serse Coppi         |
| 1947 | Fausto Coppi             | Gino Bartali         | Alfredo Martini     |
| 1948 | Fausto Coppi             | Vittorio Rossello    | Settimio Simonini   |
| 1949 | Virgilio Salimbeni       | Sergio Pagliazzi     | Silvio Pedroni      |
| 1950 | Luciano Maggini          | Enzo Nannini         | Danilo Barozzi      |
| 1951 | Luciano Maggini          | Giorgio Albani       | Sergio Pagliazzi    |
| 1952 | Gino Bartali             | Giuseppe Minardi     | Fausto Coppi        |
| 1953 | Gino Bartali             | Giancarlo Astrua     | Lido Sartini        |
| 1954 | Nino Defilippis          | Rino Benedetti       | Michele Gismondi    |
| 1955 | Nino Defilippis          | Bruno Monti          | Eugenio Bertoglio   |
| 1956 | Bruno Monti              | Adolfo Grosso        | Rino Benedetti      |
| 1957 | Bruno Monti              | Giuseppe Fallarini   | Angelo Conterno     |
| 1958 | Diego Ronchini           | Noè Conti            | Vito Favero         |
| 1959 | Ercole Baldini           | Alessandro Fantini   | Walter Martin       |
| 1960 | Pierino Baffi            | Diego Ronchini       | Carlo Brugnami      |
| 1961 | Diego Ronchini           | Giorgio Zancanaro    | Franco Balmamion    |
| 1962 | Bruno Mealli             | Walter Martin        | Antonio Suárez      |
| 1963 | Italo Zilioli            | Silvano Ciampi       | Giovanni Bettinelli |
| 1965 | Michele Dancelli         | Adriano Durante      | Franco Bitossi      |
| 1966 | Carmine Preziosi         | Italo Mazzacurati    | Luigi Zuccotti      |
| 1967 | Michele Dancelli         | Guido De Rosso       | Franco Bitossi      |
| 1968 | Gianni Motta             | Giancarlo Polidori   | Claudio Michelotto  |
| 1969 | Gianni Motta             | Franco Bitossi       | Felice Gimondi      |
| 1970 | Franco Bitossi           | Italo Zilioli        | Michele Dancelli    |
| 1971 | Gianni Motta             | Ole Ritter           | Giancarlo Polidori  |
| 1972 | Eddy Merckx              | Santiago Lazcano     | Felice Gimondi      |
| 1973 | Franco Bitossi           | Marcello Bergamo     | Miguel María Lasa   |
| 1974 | Francesco Moser          | Roger De Vlaeminck   | Tino Conti          |
| 1975 | Enrico Paolini           | Felice Gimondi       | Alfredo Chinetti    |
| 1976 | Roger De Vlaeminck       | Italo Zilioli        | Glauco Santoni      |
| 1977 | Mario Beccia             | Bernt Johansson      | Phil Edwards        |
| 1978 | Bernt Johansson          | Wladimiro Panizza    | Alfio Vandi         |
| 1979 | Francesco Moser          | Pierino Gavazzi      | Silvano Contini     |
| 1980 | Gianbattista Baronchelli | Wladimiro Panizza    | Jørgen Marcussen    |
| 1981 | Pierino Gavazzi          | Francesco Moser      | Silvano Contini     |
| 1982 | Pierino Gavazzi          | Silvano Contini      | Emanuele Bombini    |
| 1983 | Cesare Cipollini         | Daniele Caroli       | Dag Erik Pedersen   |
| 1984 | Ezio Moroni              | Michael Wilson       | Roberto Ceruti      |
| 1985 | Acácio da Silva          | Claudio Corti        | Marino Lejarreta    |
| 1986 | Hubert Seiz              | Dag Erik Pedersen    | Pierino Gavazzi     |
| 1987 | Jean-François Bernard    | Moreno Argentin      | Jiří Škoda          |
| 1988 | Tony Rominger            | Maurizio Fondriest   | Rolf Sørensen       |
| 1989 | Dmitrij Konyszew         | Maurizio Fondriest   | Mauro Gianetti      |
| 1990 | Davide Cassani           | Gilles Delion        | Yvon Madiot         |
| 1991 | Davide Cassani           | Ivan Gotti           | Charly Mottet       |
| 1992 | Gianni Bugno             | Davide Cassani       | Stephen Hodge       |
| 1993 | Maurizio Fondriest       | Pascal Richard       | Claudio Chiappucci  |
| 1994 | Francesco Casagrande     | Maurizio Fondriest   | Davide Cassani      |
| 1995 | Davide Cassani           | Massimo Donati       | Alessio Di Basco    |
| 1996 | Michele Bartoli          | Luc Leblanc          | Bjarne Riis         |
| 1997 | Ołeksandr Honczenkow     | Sergio Barbero       | Felice Puttini      |
| 1998 | Mirko Celestino          | Massimo Donati       | Michele Bartoli     |
| 1999 | Michael Boogerd          | Massimo Donati       | Marcello Siboni     |
| 2000 | Gilberto Simoni          | Massimo Codol        | Mirko Celestino     |
| 2001 | Jan Ullrich              | Francesco Casagrande | Davide Rebellin     |
| 2002 | Michele Bartoli          | Ivan Basso           | Michael Rasmussen   |
| 2003 | José Iván Gutiérrez      | Aleksandr Kołobniew  | Davide Rebellin     |
| 2004 | Ivan Basso               | Francesco Casagrande | Rinaldo Nocentini   |
| 2005 | Gilberto Simoni          | Fränk Schleck        | Mirko Celestino     |
| 2006 | Davide Rebellin          | Danilo Di Luca       | Giuseppe Di Grande  |
| 2007 | Fränk Schleck            | Davide Rebellin      | Chris Horner        |
| 2008 | Danilo Di Luca           | Davide Rebellin      | Aleksandr Kołobniew |
| 2009 | Robert Gesink            | Jakob Fuglsang       | Thomas Lövkvist     |
| 2010 | Robert Gesink            | Daniel Martin        | Michele Scarponi    |
| 2011 | Carlos Betancur          | Bauke Mollema        | Rigoberto Urán      |
| 2012 | Nairo Quintana           | Fredrik Kessiakoff   | Franco Pellizotti   |
| 2013 | Diego Ulissi             | Chris Anker Sørensen | Davide Villella     |
| 2014 | Davide Rebellin          | Ángel Madrazo        | Franco Pellizotti   |
| 2015 | Jan Bakelants            | Andrea Fedi          | Ángel Madrazo       |
| 2016 | Esteban Chaves           | Romain Bardet        | Rigoberto Urán      |
| 2017 | Giovanni Visconti        | Vincenzo Nibali      | Rigoberto Urán      |
| 2018 | Alessandro De Marchi     | Rigoberto Urán       | Dylan Teuns         |
| 2019 | Primož Roglič            | Michael Woods        | Sergio Higuita      |
| 2020 | Aleksandr Własow         | João Almeida         | Diego Ulissi        |
| 2021 | Primož Roglič            | João Almeida         | Michael Woods       |
| 2022 | Enric Mas                | Tadej Pogačar        | Domenico Pozzovivo  |
| 2023 | Primož Roglič            | Tadej Pogačar        | Simon Yates         |
| 2024 | Tadej Pogačar            | Thomas Pidcock       | Davide Piganzoli    |